# Staurotheca juncea
Staurotheca juncea is een hydroïdpoliep uit de familie Sertulariidae. De poliep komt uit het geslacht Staurotheca. Staurotheca juncea werd in 1910 voor het eerst wetenschappelijk beschreven door Vanhöffen. 